# Frits Röell
Willem Fredrik (Frits) Röell (Baarn, 14 juli 1903 - 's-Gravenhage, 19 december 1984) was een Nederlands burgemeester.
Röell was een jonkheer uit befaamd regentengeslacht die zijn loopbaan net als zijn vader begon als burgemeester. Hij was 36 jaar toen hij in dienst trad van het Kabinet der Koningin waar hij opklom tot hij in 1959 directeur werd. 
Nog secretaris zijnde kreeg hij zijn vuurdoop op 'Witte Donderdag' in 1955 toen er in de Tweede Kamer een crisis was ontstaan over het huurbeleid en hij moest invallen voor de zieke directeur. Bij volgende formaties kreeg het kabinet steeds meer aandacht. Een straat in Scherpenzeel (Burgemeester Röell-laan) is naar hem vernoemd.